# Астрагал шерстистоквітковий
Астрага́л волохатоцв́ітий (Astragalus dasyanthus) — трав'янистий багаторічник, що належить до родини Fabaceae (бобових), найчисельнішого роду астрагал (Astragalus) (2.5 тис. видів). Зникаючий вид, занесений до Червоної книги України, до другої категорії («вразливі»).

## Інші назви
Інші назви: астрагал мохнатоквітковий, астрагал шерстистоквітковий, астрагал мохнатоцвітий, вовчий горошок мохнатий, божі ручки, котики, котячий горох, перелет, перелет польський, солодке зілля, горошок, горошок котячий, горошок польовий, золототисячник, лапки котячі, перелет сладколистий, перелет солодколистий, смоктунці, солодка трава, солодушка.

## Поширення
Зустрічається в лісостепових і на півночі степових регіонів серед залишків степової рослинності. Росте на схилах балок й річкових долин, на остепнених лісових галявинах, серед степових кущів, на старих кладовищах, курганах. Завжди зустрічається розсіяно, однорідних популяцій не утворює. Не вимогливий до ґрунту та вологи. Астрагал балкано-панонський-причорноморський вид. За кордоном зустрічається в центрі та на південному-сході Європи: Угорщина, Румунія, Молдова, Болгарія, Югославія. В Росії в південно-західних регіонах до Волгограда і Ставропольської височини на сході, тобто у низинах річок Волги і Дону. В Україні поширений переважно в Середньому Придніпров'ї, де інколи утворюються не густі популяції площею в декілька гектарів.

## Морфологічна характеристика
Астрагал волохатоцвітий — багаторічна трав'яниста рослина, належить до життєвої форми кущиків, що утворюють багатоглавий стеблокорінь — каудекс. Звичайно в кущі 3−5 лежачих, стоячих або висхідних стебел, що густо вкриті листям. Довжина стебел до 40 см. Стебла розгалужені, добре розвинені.
Листки черешкові, непарноперисті мають 12-14 пар листочків, чергові. Листочки майже сидячі, продовгувато-овальні або продовгувато-ланцетоподібні, завдовжки 15-12 мм і шириною близько 6 мм. Прилистки ланцетоподібні, загострені. Корінь товстий стрижневий, досягає довжини 1.2 м, соковитий без здерев'яніння, світло-коричневий, з поперечно зморшкуватою корою, в верхній частині багатоглавий.
Bci частини рослини, навіть квіти, за винятком внутрішньої сторони вінчика, вкриті довгими жовтувато-білуватими або рудуватими волосками.

## Розмноження
Астрагал волохатоцвітий квітує з червня по липень, повторне цвітіння з липня по серпень. Квіти мають приємний медовий запах. Вони приваблюють комах, частіше за все бджіл та джмелів. Плоди дозрівають з липня по серпень.
Розмноження майже суто насінням. Квіти зигоморфні, жовтуваті, зібрані в густі, майже кулеподібні суцвіття завдовжки 3-6 см з 10-20 квітками. Суцвіття розташовані на квітконосах завдовжки до 15 см, розташованих в пазухах листків. Квіти завдовжки 15-20 мм зі світло-жовтим вінчиком з густоволосистою чашечкою. Парус з широким нігтиком, крила коротші прапора, видовжені, човник тупий. Тичинок 10, з них 9 зрослися внизу в трубочку, а одна, верхня, вільна. Плід — твердий, шкіряний, трикутно-яйцеподібний, шерстистий біб, з носиком, усіченим на верхівці, завдовжки до 1 см. Біб містить багато плоских, овальних, коричневих насінин.

## Фармакологічні властивості
Трава астрагала волохатоцвітого містить флавоноїди — кверцетин, келсперол, ізоромпетин, астрагалозид, нарцисин, органічні кислоти, ефірну олію, тритерпенові сполуки, полісахариди (арабін, басфін), гліцирізин, дазиантогенин, дазиантобіозид, кумарини, вітаміни (C, E), цукор, крохмаль, барвні речовини, аскорбінова кислота, целюлоза,азотні сполуки, слиз та сполуки таких елементів як залізо, кальцій, алюміній, фосфор, магній, натрій, барій, кремній, стронцій, молібден, ванадій і марганець.
В лікарських цілях використовують всю надземну частину рослини, тобто траву (Herba Astragali dasyanthi).
Астрагал волохатоцвітий інтродукований на Українській зональній дослідній станції ВІЛР, адже він досить легко розмножуеться насінням.
Препарати з астрагала волохатоцвітого виявляють седативну, гіпотензивну та кардіологічну дію. Вони поліпшують функціональну діяльність печінки, позитивно впливають на процес згортання кровi.

## Охоронний статус
Вид занесено до різних червоних книг:
- Червона книга України (2009) — категорія: «вразливий»,
- Червоний список рослин Болгарії (2009) — категорія: «знаходиться під критичною загрозою»,[2]
- Червона Книга Республіки Молдова (2001) — категорія: «вразливий»,
- Європейський Червоний список (1991) — категорія: «вразливий»,
- Червоний Список Міжнародного Союзу Охорони Природи (1997) — категорія: «близький до загрозливого стану».

В Україні охороняється на території Кам'яних Могил — відділу Українського степового природного заповідника, заказників загальнодержавного значення Івахновецького (Хмельницька область) та Балки Північної Червоної (Дніпропетровська область), пам'яток природи у Донецькій, Запорізькій, Миколаївській та Одеській областях. Вид введено у культуру (вирощують на плантаціях як лікарську рослину). Заплановано створити заказник загальнодержавного значення Гранітно-степове Побужжя (Миколаївська область).